# Mykhailo Drahomanov
Mykhailo Petrovych Drahomanov (Hadiach, 30 de agosto de 1841 – Sofia, 2 de julho de 1895) era um teórico político, economista, historiador, filósofo, ucraniano e figura pública de Kiev.
Ele lecionou na Universidade de Kiev 1870-1875, mas por causa das repressões contra o movimento ucraniano em 1876 foi forçado a deixar o Império Russo e emigrar para Genebra. No exterior, continuou suas atividades políticas, acadêmicos e publicação. De 1885 a 1895, foi professor da Universidade de Sofia. Drahomanov escreveu o primeiro programa de política sistemática para o movimento nacional ucraniano. Ele definiu suas convicções políticas como "socialismo ético".

## Anarquismo
Como uma figura de certa importância no socialismo russo e europeu Drahomanov não aceitou a orientação marxista e social-democrata por causa de seu medo da centralização do estado, se localizando na ala anarquista do movimento. Sua visão de um mundo ideal futuro era das "uniões livres", unidos uns com os outros em alguma base pragmática. Ele não rejeitava a revolução de imediato, mas geralmente falava em favor de reformas graduais que têm raiz entre a sociedade. Drahomanov acreditava que o Império Russo precisava desesperadamente de uma Constituição, com o próximo passo a ser a sua reorganização em uma federação com um Estado de direito.

## Anticlericalismo
Drahomanov era anticlerical. Ele esperava que a propagação de denominações protestantes  entre os camponeses ucranianos contribuiria para a libertação destes.

## Legado
O legado de Drahomanov pode ser discernido em toda a tradição ucraniana de partidos e ativismo político de esquerda.  Ele pessoalmente, influenciou um punhado de jovens intelectuais ucranianos no final dos anos 1870, principalmente Ivan Franko e Mykhailo Pavlyk, ambos aceitaram suas ideias, embora reformulado-as mais tarde de acordo com o seus próprios moldes.
Em 1890, esses intelectuais fundaram o primeiro partido político ucraniano, o Ruthenian-Ukrainian Radical Party. O programa deste partido era o socialismo e, portanto, o partido pode ser visto como um dos primeiros partidos socialistas da Europa Oriental.
Em 1991, "Universidade Pedagógica de Kiev’’ foi nomeada após Mykhaylo Drahomanov". Em 1997, a universidade recebeu o status de  "Universidade Nacional".

## Literatura
Rudnytsky Ivan L.; Ensaios sobre a moderna história ucraniana; ed. por PL Rudnytsky. - Edmonton: Canadian Institute of Ukrainian Studies, University of  Alberta, 1987. – 499 p.; Drahomanov as a Political Theorist – P. 203– 253